# Lepesivka, Bilohirea
Lepesivka (în ucraineană Лепесівка) este un sat în așezarea urbană Iampil din raionul Bilohirea, regiunea Hmelnîțkîi, Ucraina.

## Demografie
Componența lingvistică a localității Lepesivka
     Ucraineană (99,41%)
     Alte limbi (0,59%)
Conform recensământului din 2001, majoritatea populației localității Lepesivka era vorbitoare de ucraineană (99,41%), existând în minoritate și vorbitori de alte limbi.